# Soderstorf
Soderstorf – miejscowość i gmina położona w niemieckim kraju związkowym Dolna Saksonia, w powiecie Lüneburg. Należy do gminy zbiorowej (niem.Samtgemeinde) Amelinghausen.

## Położenie geograficzne
Soderstorf leży ok. 23 km na południowy zachód od Lüneburga i ok. 45 km na południe od Hamburga.
Od wschodu sąsiaduje z gminami Oldendorf (Luhe) i Amelinghausen, od południa z gminą Rehlingen, od południowego zachodu z gminą Bispingen w powiecie Heidekreis, od zachodu i północnego zachodu z gminami zbiorowymi  Hanstedt i Salzhausen w powiecie Harburg. 
Teren gminy leży w centralnej i wschodniej części Pustaci Lüneburskiej. Najwyższe wzniesienie na terenie gminy Kohrsberg ma wys. 100 m n.p.m. Przez gminę płynie Luhe i jej mały lewy dopływ Schwindebach.

## Dzielnice gminy
W skład gminy Soderstorf wchodzą następujące dzielnice: Raven, Rolfsen, Schwindebeck i Thansen. 

## Historia
W pobliżu Soderstorfu odkryte zostały tumulusy sięgające IV tysiąclecia p.n.e.

## Komunikacja
Do autostrady A250 w Lüneburgu jest ok. 27 km, a do autostrady A7 6 km do węzła Evendorf. Do drogi krajowej B209 w Amelinghausen jest 3,5 km.